# Schneider (Radfahrerin)

Frau Schneider, deutsche Fahrradpionierin (1908)

Der RV Neisse 1885 im Jahre seiner Gründung, Frau Schneider mit einem Dreirad (3. von links)

Frau Schneider (* 11. August 1835; † 1. Dezember 1917 in Neisse) aus Neisse, heute Polen, wurde 1908 in einem Artikel des Berliner Tageblatts als die erste deutsche Radlerin genannt. Demnach begann sie 1883, ein Dreirad zu fahren.
Ihr Vorname ist unbekannt. Das Berliner Tageblatt berichtete über sie 1908 und 1915 als Frau Choralist Schneider, auch in den Niederlanden erschien ein Artikel in „De Amsterdammer“. Ihr Ehemann Hermann Schneider wird 1908 als Klavierstimmer und „Choralist“ (Kirchenmusiker) der katholischen Pfarrkirche St. Jakobus genannt. Das Ehepaar wohnte im Choralistenhaus am Kirchplatz Nr. 83 in Neisse.
1883 kaufte das Ehepaar Schneider ein Dreirad für 700 Mark, das von der Frankfurter Firma Kleyer aus England importiert worden war. Frau Schneider war damals 48 Jahre alt. Außer den Schneiders gab es in Neisse nur einen weiteren Radfahrer, der selbst ein Hochrad fuhr und die Eheleute im Fahrradfahren unterrichtete. Ihre erste gemeinsame Fahrt endete mit einem Sturz, und da es keinen kundigen Mechaniker vor Ort gab, musste das Dreirad zur Reparatur nach Frankfurt zurückgesandt werden. In späteren Jahren berichtete Frau Schneider von den „traurigen Zeiten“ für Radfahrer, besonders für weibliche: „Eine Frau auf dem Rade! […] höhnische Redensarten, gemeine Schimpfworte, wenn nichts Schlimmeres trafen mein Ohr […].“ Ihr Vater hingegen habe „dem Ding“ eine große Zukunft prophezeit.
1885 gehörten Frau Schneider und ihr Mann Hermann zu den Mitbegründern der R. V. Neisse. Im Oktober 1908 beging sie ihr 25-jähriges Jubiläum als Radfahrerin, das ihr Verein mit einem großen Fest feierte. Auf dem Fest wurde auch das Dreirad gezeigt, auf dem das Ehepaar seine ersten Versuche gemacht hatte. Als Jubiläumsgeschenk erhielt Frau Schneider ein neues Rad: „Die prachtvolle, mit allen modernen Errungenschaften der Neuzeit ausgestalteten Damenmaschine […] bildete einen hochinteressanten Gegensatz zu ihrer ehrwürdigen Vorgängerin und brachte in überwältigender Weise die Fortschritte zum Ausdruck, welche die Fahrrad-Industrie in einem kurzen Vierteljahrhundert machte.“
Frau Schneider fuhr bis zwei Jahre vor ihrem Tod Rad, bis es ihr aus gesundheitlichen Gründen nicht mehr möglich war.